# Shorea selanica
Shorea selanica är en tvåhjärtbladig växtart som beskrevs av Carl Ludwig von Blume. Shorea selanica ingår i släktet Shorea och familjen Dipterocarpaceae. Inga underarter finns listade i Catalogue of Life.

## Bildgalleri

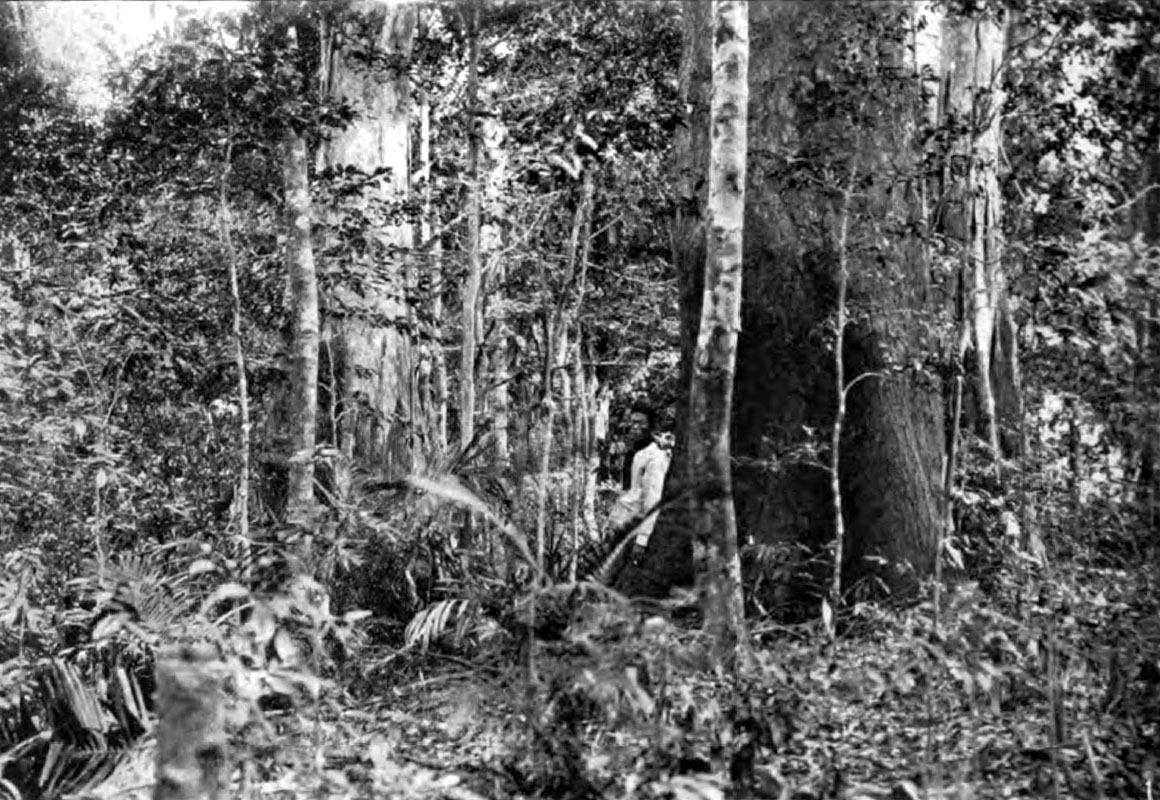
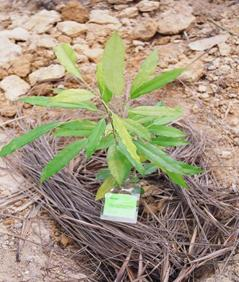
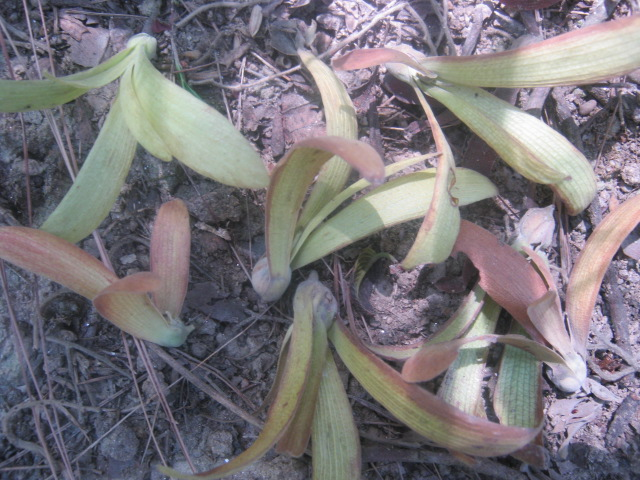
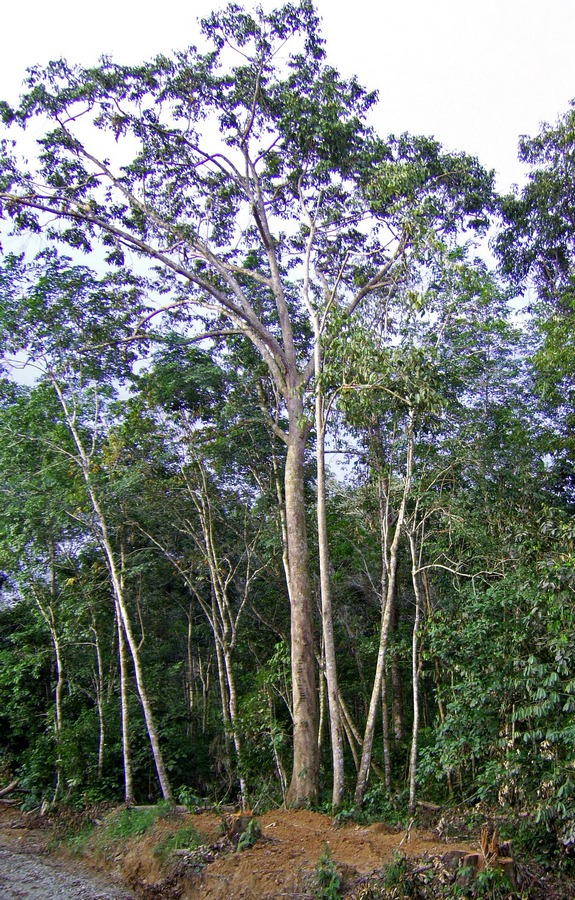